# Deutsche Turnliga
Die Deutsche Turnliga e. V. (DTL) vertritt offiziell die Interessen der Bundes- und Regionalligavereine Frauen und Männer im Turnen sowie der Rhythmischen Sportgymnastik.

## Betätigungsfeld
Das Ligasystem der Deutschen Turnliga besteht seit dem Jahr 1969. Schwerpunkte der Arbeit sind neben der Durchführung der verschiedenen Ligen die Weiterentwicklung sowie die Steigerung des Bekanntheitsgrades des deutschen Turnens und der Rhythmischen Sportgymnastik in Medien und Öffentlichkeit. Die gemeinnützige Sportorganisation wird von einem ehrenamtlichen Präsidenten sowie drei Abteilungen geführt. 

## Organisation
Die Deutsche Turnliga ist als eingetragener Verein (e. V.) organisiert. Ihr steht ein mehrköpfiges Präsidium vor, dessen Präsident seit 2024 Michael Götz ist. Dessen Nachfolger als Vizepräsident Finanzen ist Jochen Scheuerer. Die drei Abteilungen der DTL führen Bettina Ländle (Turnen Frauen), Birgit Beiße (Rhythmische Sportgymnastik) und Mirko Wohlfahrt (Turnen Männer), die gleichzeitig auch Vizepräsidenten der DTL sind. Ein weiterer Vizepräsident ist Nicolas Prochaska, der die Abteilung Recht führt. Dem Präsidium gehören außerdem mit Rudi Brand (IT-Technik) und Nils B. Bohl (Medien- und Öffentlichkeitsarbeit) zwei weitere, kooptierte Mitglieder an. 
Die Geschäftsstelle des Vereins befindet sich in Heilbronn. Dort sitzt auch die DTL Marketing GmbH, die unter anderem für die Veranstaltung der Bundesliga der Frauen und der Rhythmischen Sportgymnastik sowie das DTL-Finale verantwortlich zeichnet. Geschäftsführerin der GmbH ist seit November 2019 Kathrin Baumann. 

## Das DTL-Finale
Das Finale der Deutschen Turnliga (DTL-Finale) ist die größte nationale Turnmeisterschaft in Deutschland. Gegen Jahresende werden dort vor großer Kulisse die deutschen Mannschaftsmeister im Turnen und der Rhythmischen Sportgymnastik ermittelt. Weltweites Alleinstellungsmerkmal der DTL ist, dass die Entscheidungen um den Titel im sogenannten Scoresystem fallen. Dabei treten einzelne Turner aus den Mannschaften im direkten Duell gegeneinander an. Sowohl bei den Männern als auch bei den Frauen dürfen jeweils der Erst- und Zweitplatzierte der Bundesliga um den Titel kämpfen. Während die Turner über die gesamte Saison im Scoresystem gegeneinander antreten, turnen die Frauen die Entscheidung erst seit dem Finale am 3. Dezember 2022 in Neu-Ulm im Duell-System aus. An den restlichen Wettkampftagen wird der Sieger im konventionellen Wertungssystem ermittelt. In der Rhythmischen Sportgymnastik kämpfen ebenfalls zwei Teams im Scoresystem um den Titel, dort jedoch die jeweils beste Mannschaft der Bundesliga Staffeln A und B. Die Aufsteiger in die Bundesligen der Männer sowie in die Regionalliga der Frauen werden in einem gesonderten Aufstiegswettkampf ermittelt, dem sogenannten „Supersamstag“. Das DTL-Finale der Rhythmischen Sportgymnastik 2021 erstmals in Bremen ausgetragen. Austragungsort ist seit 2024 Fellbach-Schmiden. Das DTL-Finale der Turnerinnen und Turner fand 2024 in der Joachim-Deckarm-Halle in Saarbrücken statt.

## Deutsche Meister

### Männer
- 1969: TA Uni Köln
- 1970: TSV Bayer 04 Leverkusen
- 1971: TSV Bayer 04 Leverkusen
- 1972: TSV Bayer 04 Leverkusen / SV Neckarsulm
- 1973: TSV Bayer 04 Leverkusen
- 1974: TB Oppau
- 1975: TSV Bayer 04 Leverkusen
- 1976: TSV Bayer 04 Leverkusen
- 1977: TB Oppau
- 1978: Siegerländer KV
- 1979: Siegerländer KV
- 1980: KTV Heilbronn / Neckarsulm
- 1981: TG Saar
- 1982: TG Saar
- 1983: FC Bayern München
- 1984: TK Hannover
- 1985: TK Hannover
- 1986: FC Bayern München
- 1987: FC Bayern München
- 1988: FC Bayern München
- 1989: WKTV Stuttgart
- 1990: WKTV Stuttgart
- 1991: SC Cottbus
- 1992: SC Cottbus
- 1993: SC Berlin
- 1994: WKTV Stuttgart
- 1995: WKTV Stuttgart
- 1996: WKTV Stuttgart
- 1997: TK Hannover
- 1998: SC Berlin
- 1999: SC Cottbus
- 2000: SC Cottbus
- 2001: WKTV Stuttgart
- 2002: WKTV Stuttgart
- 2003: SC Cottbus
- 2004: MTT Chemnitz / Halle
- 2005: KTV Straubenhardt
- 2006: SC Cottbus
- 2007: SC Cottbus
- 2008: SC Cottbus
- 2009: KTV Straubenhardt
- 2010: SC Cottbus
- 2011: KTV Straubenhardt
- 2012: TG Saar
- 2013: TV Wetzgau
- 2014: MTV Stuttgart
- 2015: KTV Straubenhardt
- 2016: KTV Straubenhardt
- 2017: KTV Straubenhardt
- 2018: KTV Obere Lahn
- 2019: KTV Straubenhardt
- 2020: TG Saar
- 2021: TuS Vinnhorst
- 2022: TuS Vinnhorst
- 2023: KTV Straubenhardt
- 2024: KTV Straubenhardt

### Frauen
- 1994: SG Schorndorf
- 1995: SC Berlin
- 1996: SC Berlin
- 1997: SC Berlin
- 1998: Turnteam Toyota Köln
- 1999: Turnteam Toyota Köln
- 2000: SC Berlin
- 2001: Turnteam Toyota Köln
- 2002: Turnteam Toyota Köln
- 2003: Turnteam Toyota Köln
- 2004: Turnteam Toyota Köln
- 2005: Turnteam Toyota Köln
- 2006: Turnteam Toyota Köln
- 2007: TT Stuttgart-Ulm
- 2008: TUS Chemnitz-Altendorf
- 2009: TT Stuttgart-Ulm
- 2010: MTV Stuttgart
- 2011: TUS Chemnitz-Altendorf
- 2012: MTV Stuttgart
- 2013: MTV Stuttgart
- 2014: MTV Stuttgart
- 2015: MTV Stuttgart
- 2016: MTV Stuttgart
- 2017: MTV Stuttgart
- 2018: MTV Stuttgart
- 2019: MTV Stuttgart
- 2020: MTV Stuttgart
- 2021: MTV Stuttgart
- 2022: MTV Stuttgart
- 2023: MTV Stuttgart
- 2024: MTV Stuttgart

### Rhythmische Sportgymnastik
- 2021: TSV Bayer 04 Leverkusen
- 2022: TSV Schmiden
- 2023: TSV Schmiden
- 2024: TSV Schmiden